# Psychotria daphnoides
Psychotria daphnoides là một loài thực vật có hoa trong họ Thiến thảo. Loài này được A.Cunn. ex Hook. miêu tả khoa học đầu tiên năm 1833.

## Hình ảnh

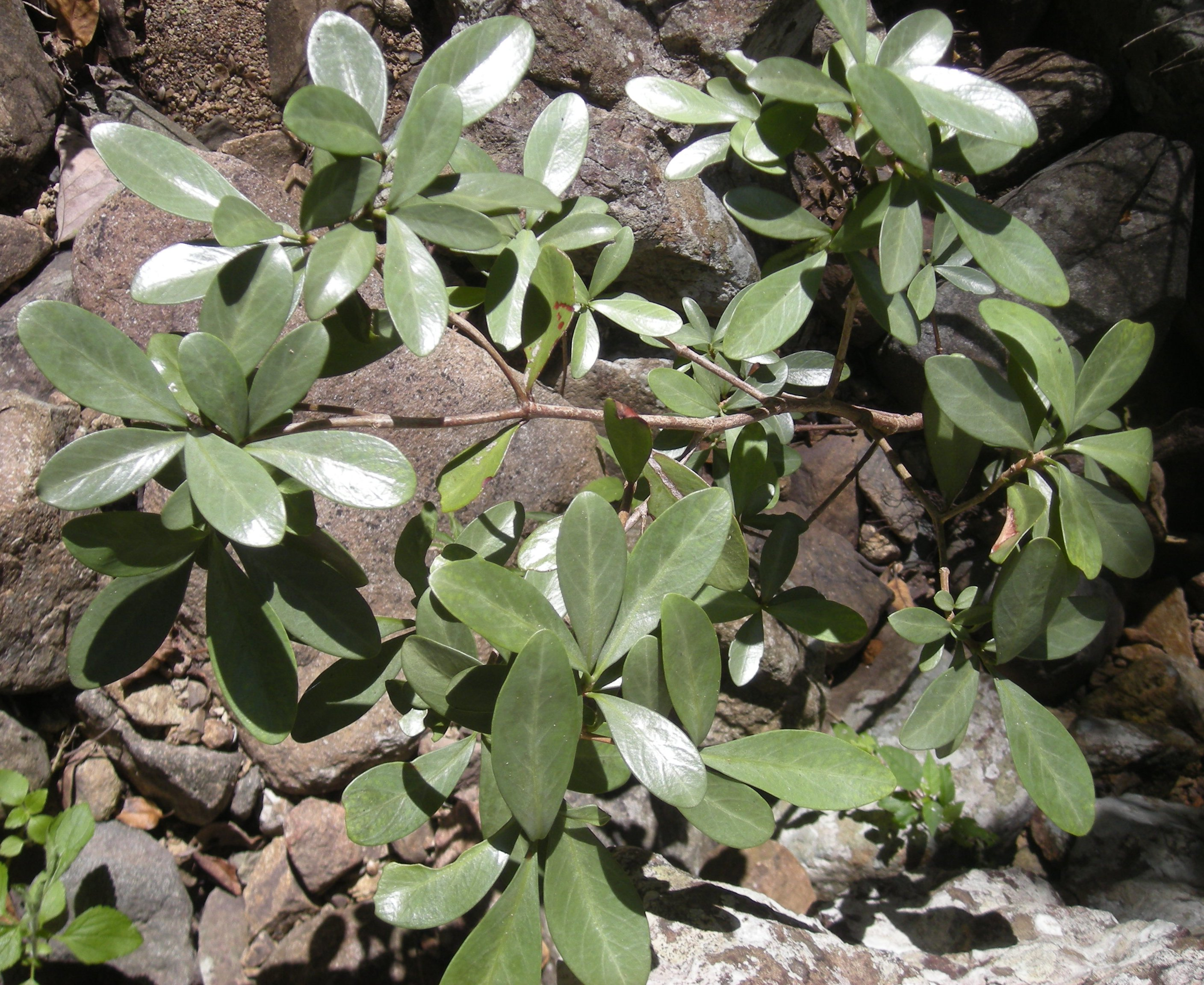